# Piero Lacaita
Piero Lacaita (Manduria, 29 luglio 1923 – Manduria, 16 maggio 2009) è stato un editore italiano.
Ha svolto sin dal 1947  la sua attività, proseguendo nella tradizione della editoria pugliese intrapresa da Valdemaro Vecchi e Giovanni Laterza.

## Biografia e carriera
Ha cercato col suo lavoro di esaltare i valori etico-politici che fanno capo alla tradizione dell'Italia civile.
Ha collaborato per lungo tempo con vari istituti universitari e con primari Istituti e Fondazioni culturali, quali la Fondazione di studi storici "Filippo Turati" di Firenze, l'Associazione nazionale" Sandro Pertini" di Firenze, il Centro Studi "Danilo Dolci" di Partinico, il Centro Studi "Piero Gobettii" di Torino, l'Associazione nazionale per gli Interessi del Mezzogiorno d'Italia (A.N.I.M.I.) di Roma, la Fondazione "Casa America" di Genova.
Molte sue opere hanno ottenuto importanti Premi letterari, tra i quali, il "Premio Viareggio" e il "Premio Taormina".
Il suo impegno editoriale è stato coronato da significativi successi:
- nel 1962, Premio "Guido Mazzali" a Milano;

- nel 2004, Premio "Guido Dorso" a Roma.

Ha dedicato lunghi anni a raccogliere notizie storiche che riguardano la sua città, pubblicando:
- nel 2003 vari contributi negli Atti del Convegno internazionale su "Marco Gatti e la riforma della scuola", Manduria, 9-10 novembre 2000;
- nel 2003, Cultura laica e impegno civile a Manduria durante la seconda metà del '900: il lavoro di un editore; in AA.VV., Liber amicorum, tomo II, Manduria, Filo, 2003, pp. 655–86;
- nel 2005, il saggio intorno ad Eugenio Selvaggi organizzatore di cultura in Puglia nella prima metà del novecento;
- nello stesso anno, Profilo intellettuale di Michele Greco;
- nel 2008, Giacomo Lacaita Sir ( K.C.M.G.) in età vittoriana Senatore del Regno in età umbertina;
- nel 2009, Alla scoperta dell'editore ideale, cui ha lavorato fino a pochi giorni prima della morte.

## Onorificenze e riconoscimenti
- Laurea "Honoris Causa in materie letterarie" da parte dell'Università degli Studi di Lecce